# Vakhtang IV di Georgia
Vakhtang IV Bagration (in georgiano ვახტანგ IV?, Vakhtang IV; 1413 – 1446) fu re della Georgia dal 1442 alla sua morte.

## Biografia
Vakhtang era il figlio maggiore del re Alessandro I e della sua prima moglie Dulandukht Orbelian. Nel 1433 il padre lo nominò co-regnante. Quando Alessandro I abdicò nel 1442, Vakhtang prese il suo posto sul trono di Georgia, lasciando i suoi fratelli, Demetrio e Giorgio, come coregnanti. Il governo di Vakhtang IV fu minacciato dalle rivalità presenti tra i nobili, nonché dall'instabilità vissuta dal Regno. Secondo lo studioso Vakhushti Bagration, Vakhtang IV dovette anche fronteggiare un attacco guidato dal principe turcomanno Jahan Shah della tribù Kara Koyunlu. Vakhtang IV si scontrò militarmente con il rivale turcomanno a Akhaltsikhe, nella Georgia meridionale.
Nel 1442 Vakhtang IV sposò Sitikhatun, figlia del principe Zaza I Panaskerteli. Sitikhatun morì due anni dopo, senza figli. Nel dicembre 1446 morì anche Vakhtang IV, che fu seppellito accanto alla moglie nella cattedrale di Bana, nella regione di Tao (odierna Turchia). La morte di Vakhtang e le rivalità tra i fratellastri Demetrio II e Giorgio VIII segnarono l'inizio di una feroce lotta per l'egemonia che finì per condurre alla definitiva frammentazione dello Stato georgiano in più entità distinte.